# حمام أولاد يلس
حمام أولاد يلس هي منطقة تابعة إلى بلدية مزلوق بدائرة عين أرنات بولاية سطيف الجزائرية، وتعتبر من أهم المحطات المعدنية بولاية سطيف، 